# حركة الفلاحين (باباي)
حركة الفلاحين من باباي تعتبر، موفمان بييزان باباي (MPP) في الكريول الهايتية، أكبر حركة فلاحية في هايتي ومنظمة شعبية. تضم الحركة حوالي 60,000 عضو، وتشمل 20,000 امرأة و 10,000 شاب. و تقع في الهضبة الوسطى، موطن لحوالي 13٪ من سكان هايتي، غالبيتهم من مزارعي الكفاف في الريف أو العمال الزراعيين. 
تركز الحركة على إعادة السيادة الغذائية في هايتي من خلال عدد أو برامج وأساليب تشمل تعليم الناس حول أساليب الزراعة المستدامة وتنظيم المهارات. وفي حين أن هذه هي البؤر الأساسية للحركة، فلقد توسعت المنظمة لتوفر مجموعة كبيرة من الخدمات الأخرى لأعضائها؛ بما في ذلك المساعدة القانونية، وخدمات الرعاية الصحية، والمنح الجامعية. تسعى الحركة إلى تمكين الفلاحين من السيطرة على مصادر رزقهم، وبالتالي تقليل الاعتماد على المنظمات متعددة الجنسيات التي أغرقت السوق الزراعية الهايتية في العقود الأخيرة.